# Luján partido
Luján egy partido (körzet) Argentínában a Buenos Aires tartományban. A fővárosa Luján.

## Települések
| - Carlos Keen - Cortines - José María Jáuregui - Luján | - Olivera - Open Door - Torres |

## Népesség
| Lakosság | 10.256 | 12.416  | 20.813  | 38.183  | 51.197  | 58.909  | 68.689  | 80.645  | 93.992  |
| Változás | -      | +21,06% | +67,63% | +83,45% | +34,08% | +15,06% | +16,60% | +17,40% | +16,55% |